# Repa
För andra betydelser, se Repa (olika betydelser).

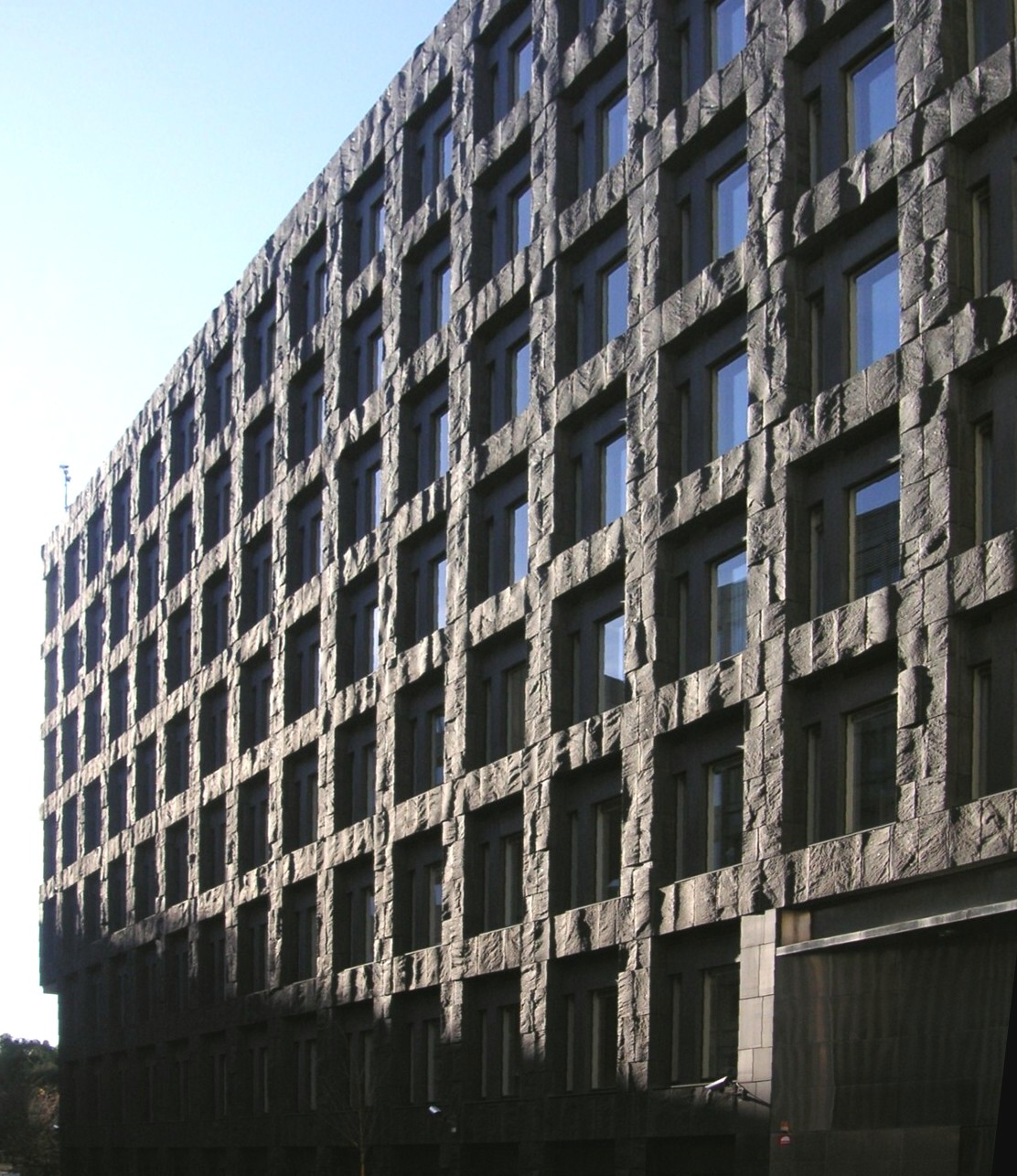
Sveriges riksbank ställde ut repor för 123 miljarder kronor per dag under 2004.

En repa eller repotransaktion (engelska: repurchase agreement, RP eller repo) är ett finansiellt avtal där den ena parten förbinder sig att sälja ett värdepapper till en motpart för pengar. Samtidigt upprättas ett terminskontrakt som säger att värdepapperet ska köpas tillbaka till ett bestämt pris vid en given tidpunkt i framtiden. I Sverige används repor när de privata bankerna lånar pengar av Riksbanken.
I en repotransaktion kallas den part som får pengar för säljare, och det är säljaren som överlåter värdepapper till motparten, som benämns köpare. Säljaren åtar sig samtidigt att återköpa dessa värdepapper från köparen vid ett bestämt datum för en något större belopp. Skillnaden mellan köpeskilling och lösenpris kallas reporänta. Repotransaktionen består således av två delar, dels en avistaförsäljning och dels ett avtal om återköp vid en viss framtida tidpunkt. Den som vill skaffa sig likviditet via repor måste i motsats till när depositkontrakt utnyttjas ha en egen värdepappersstock som kan belånas.
En repa är en öppen marknadsoperation och av oftast kortsiktig karaktär.
Det är genom att ändra på reporäntan som en centralbank kontrollerar hur mycket monetär bas som kommer att efterfrågas i en ekonomi. På så sätt kan centralbanken kontrollera penningmängden.

## Riksbankens repa
I Sverige används repor som ett låneavtal mellan Riksbanken och bankerna, där banker kan ta emot kontanter mot pant i form av statspapper. Lånet löper på en vecka, och varje vecka lägger Riksbanken ut nya repor för att ersätta de gamla. En repa är en öppen marknadsoperation. Prisskillnaden mellan försäljningen och återköpet motsvarar en låneränta - reporäntan.

## Omvänd repa
Omvänd repa innebär motsatsen till repa, det vill säga att Riksbanken lånar pengar av bankerna. Som säkerhet lämnas då Riksbankens egna värdepapper, så kallade riksbankscertifikat. Långivning i båda riktningarna mellan Riksbanken och bankerna regleras av reporäntan, som fastställs av Riksbanken.

## Risk och säkerhet
Då repor har värdepapper som säkerhet är den finansiella risken för utlånande aktör i en repotransaktion väsentligt lägre än exempelvis i ett depositkontrakt. Risken utgörs endast av sannolikheten att marknadsvärdet på det repade värdepappret ska falla. Repoinstrumenten fungerar i stort som lån mot säkerhet över repans löptid. Omvänt kan repor fungera som värdepapperslån mot säkerhet i likvida medel. Kombinationer repotransaktioner är också vanligt förekommande.

## Omsättning
Omsättningen i repor med underliggande stats- och bostadspapper är mycket stor. Bland Riksbankens primära penningpolitiska motparter uppgick omsättningen till i genomsnitt drygt 123 miljarder kronor per dag under 2004. Detta kan jämföras med den totala omsättningen i statsskuldväxlar och bostadscertifikat som uppgick till ca 15 miljarder kronor per dag under 2004, alltså endast en dryg åttondel av omsättningen i repor. Omsättningen i repor var oförändrad under 2004 i jämförelse med föregående år.
Uppskattningsvis omkring 90 procent av repoomsättningen avser löptider upp till en vecka. SCB:s finansmarknadsstatistik visar att svenska kreditinstituts utestående volymer i repoinlåningen stadigt legat kring 80 miljarder kronor kring månadsskiften under perioden december 2001 – augusti 2004.

## Kritik
Centralbankernas möjlighet att ställa ut repor och liknande instrument utgör en grundläggande kritik inom österrikisk nationalekonomi. På senare år har forskare som Israel Kirzner, Peter T. Leeson och Hans-Hermann Hoppe kritiserat systemet för att skapa finanskriser. Bland svenska kritiker märks särskilt den nyliberale debattören Johan Norberg. Den socialliberale nationalekonomen Paul Krugman menar å sin sida att en ständigt växande penningmängd är nödvändig, varför repor är ett lämpligt instrument.